# Хокинс, Ронни
Ронни Хокинс (англ. Ronnie Hawkins; 10 января 1935, Хантсвилл, Арканзас — 29 мая 2022, Питерборо, Онтарио) — американский рокабилли-музыкант, автор. Лауреат нескольких наград, включая премию «Джуно». Включён в Зал славы канадской музыки (4 марта 2004 года на церемонии Canadian Music Industry Awards) и в Зал славы рокабилли. Награждён высшей гражданской наградой Канады Орденом Канады (почётный офицер ордена; 2013).

## Биография
Родился 10 января 1935 года в городе Хантсвилл, округ Мэдисон, штат Арканзас (США) .
По совету Конвея Твитти Хокинс начал свой концертный тур в Канаде в 1958 году, который был успешным. В результате Хокинс решил остаться в Канаде и с 1964 года жил в Питерборо (Онтарио, Канада).
В декабре 1969 года Хокинс принимал Джона Леннона и Йоко Оно в своём доме в городе Миссиссога (Онтарио, Канада). В это время Леннон создал свою знаменитую эротическую литографию «Bag One». Леннон также сделал радио-промо для сингла Хокинса «Down in the Alley».

## Дискография
Дискография Ронни Хокинса включает десятки альбомов и синглов, в том числе, следующие релизы:

### Альбомы
| Год  | Альбом                           | CAN | Лейбл          |
| ---- | -------------------------------- | --- | -------------- |
| 1959 | Ronnie Hawkins                   | —   | Roulette       |
| 1960 | Mr. Dynamo                       | —   | Roulette       |
| 1960 | Folk Ballads of Ronnie Hawkins   | —   | Roulette       |
| 1961 | Sings the Songs of Hank Williams | —   | Roulette       |
| 1963 | The Best                         | —   | Roulette       |
| 1964 | Mojo Man                         | —   | Roulette       |
| 1970 | The Best                         | —   | Roulette       |
| 1970 | Ronnie Hawkins                   | 12  | Cotillion      |
| 1971 | The Hawk                         | 91  | Cotillion      |
| 1972 | Rock and Roll Resurrection       | —   | Monument       |
| 1974 | Giant of Rock’n Roll             | —   | Monument       |
| 1977 | Rockin'                          | —   | Pye            |
| 1979 | The Hawk                         | —   | United Artists |
| 1981 | A Legend in His Spare Time       | —   | Quality        |
| 1982 | The Hawk and Rock                | —   | Trilogy        |
| 1984 | Making It Again                  | —   | Epic           |
| 1987 | Hello Again … Mary Lou           | —   | Epic           |
| 1995 | Let It Rock                      | —   | Quality        |
| 2002 | Still Cruisin'                   | —   | Hawk           |

## Награды и номинации
- Juno Award for Making it Again, 1984
- Walt Grealis Special Achievement Award, Canadian Academy of Recording Arts and Sciences, вручена на церемонии Juno Awards of 1996[9]
- Special Achievement Award, Society of Composers, Authors and Music Publishers (SOCAN), 2007[9]
- Офицер Ордена Канады (почётный), 2013[4]